# 371220 Angers
371220 Angers este o planetă minoră (asteroid) din centura de asteroizi. A fost descoperită pe 22 ianuarie 2006 la Nogales de Jean-Claude Merlin⁠(d). 
Obiectul prezintă o orbită caracterizată de o semiaxă mare de 2,7552067673644 UAi, o excentricitate de 0,16, o înclinație de 8,7 ° în raport cu ecliptica.